# Mateo Kocijan
Mateo Kocijan (Hlebine, 27 marzo 1995) è un calciatore croato, centrocampista del Persib.

## Carriera
Ha iniziato la sua carriera nelle categorie minori del campionato croato. Nel 2021 viene acquistato dallo Slaven Belupo, con cui ha esordito in Prva HNL il 18 settembre 2021, in occasione dell'incontro pareggiato per 1-1 contro l'Istria 1961. Ha realizzato la sua prima rete nella massima serie locale il 17 luglio 2022, nell'incontro vinto per 0-1 contro il Varaždin.

## Statistiche

### Presenze e reti nei club
Statistiche aggiornate al 23 ottobre 2023.
| Stagione             | Squadra              | Campionato           | Campionato | Campionato | Coppe nazionali | Coppe nazionali | Coppe nazionali | Coppe continentali | Coppe continentali | Coppe continentali | Altre coppe | Altre coppe | Altre coppe | Totale | Totale |
| Stagione             | Squadra              | Comp                 | Pres       | Reti       | Comp            | Pres            | Reti            | Comp               | Pres               | Reti               | Comp        | Pres        | Reti        | Pres   | Reti   |
| -------------------- | -------------------- | -------------------- | ---------- | ---------- | --------------- | --------------- | --------------- | ------------------ | ------------------ | ------------------ | ----------- | ----------- | ----------- | ------ | ------ |
| 2021-2022            | Slaven Belupo        | 1. HNL               | 8          | 0          | CC              | 1               | 0               | -                  | -                  | -                  | -           | -           | -           | 9      | 0      |
| 2022-2023            | Slaven Belupo        | 1. HNL               | 27         | 2          | CC              | 2               | 0               | -                  | -                  | -                  | -           | -           | -           | 29     | 2      |
| Totale Slaven Belupo | Totale Slaven Belupo | Totale Slaven Belupo | 35         | 2          |                 | 3               | 0               |                    | -                  | -                  |             | -           | -           | 38     | 2      |
| 2023-2024            | Partizani Tirana     | KS                   | 8          | 0          | CA              | 0               | 0               | UCL+UECL           | 0+6                | 0                  | SA          | 0           | 0           | 14     | 0      |
| Totale carriera      | Totale carriera      | Totale carriera      | 43         | 2          |                 | 3               | 0               |                    | 6                  | 0                  |             | 0           | 0           | 52     | 2      |